# Idomacromia proavita
Idomacromia proavita là loài chuồn chuồn trong họ Synthemistidae. Loài này được Karsch mô tả khoa học đầu tiên năm 1896.